# موتور پمپ عباس‌آبادی
موتور پمپ عباس‌آبادی یک منطقهٔ مسکونی در ایران است که در دهستان شریف‌آباد (سیرجان) واقع شده‌است.